# Sveti Lenart (Železniki)
Sveti Lenart is een plaats in Slovenië en maakt deel uit van de gemeente Železniki in de NUTS-3-regio Gorenjska. 